# Isola Gough
L'isola Gough (o isola Gonçalo Alvares) è un'isola del sud dell'oceano Atlantico che fa parte dell'arcipelago di Tristan da Cunha. Si trova circa 350 km a sud-sud-est dall'isola di Tristan da Cunha.
L'isola è territorio del Regno Unito (Territori d'oltremare britannici) e dipende amministrativamente da Sant'Elena, Ascensione e Tristan da Cunha. Dal 1995 è Patrimonio dell'umanità dell'UNESCO; nel 2004 è stata aggiunta al sito l'isola Inaccessibile.

## Geografia
L'isola, formata dai resti di una massa vulcanica la cui ultima eruzione risale a 130 000 anni fa, è montuosa e caratterizzata da un elevato altopiano che arriva fino ai 910 m s.l.m. dell'Edinburgh Peak; l'altopiano è delimitato da ripide scogliere e le poche e piccole spiagge sono sassose; tra queste vi sono la Sea Elephant Bay, la Quest Bay e la Hawkins Bay.
Si estende per una lunghezza di 13 km da nordovest a sudest; la larghezza massima è pari a 5 km e la superficie complessiva è di 65 km²
La costa orientale presenta diverse vallate lunghe e profonde; sulla costa occidentale i rilievi scendono in modo più graduale verso le scogliere. La parte meno elevata dell'isola è quella meridionale. L'isola è circondata da numerosi isolotti e scogli, per lo più situati a breve distanza dalla costa. Tra questi Southwest Island e Saddle Island (a sud), Tristiana Rock e Isolda Rock (a ovest), Round Island, Cone Island, Lot's Wife e Church Rock (a nord), Penguin Island (a nordest) e The Admirals (a est). Per effetto della sua conformazione, con coste scoscese, è di difficilissimo accesso.
L'isola è classificata come Important Bird Area (IBA), segnalata da BirdLife International come luogo di riproduzione per gli uccelli marini e come zona umida tutelata dalla Convenzione di Ramsar. A partire dal 1976 l'isola è riserva faunistica, dal 27 febbraio del 1997 l'isola e le circostanti acque territoriali sono riserva naturale.

## Storia
L'isola fu scoperta presumibilmente all'inizio del XVI secolo dal navigatore portoghese Gonçalo Alvares e venne indicata con il suo nome nelle mappe dei secoli successivi, anche se talvolta venne erroneamente chiamata con il nome Diego Alvares.
Venne riscoperta nel 1732 dal capitano inglese Charles Gough, della nave "Richmond" della Compagnia britannica delle Indie orientali in navigazione dall'Inghilterra alla Cina, che ne precisò le coordinate geografiche. I primi a sbarcare furono i cacciatori di foche nel 1804; nel gennaio 1811 il capitano inglese Peter Heywood, della nave "Nereus", tentò di popolare l'isola, senza riuscirci.
Venne ufficialmente proclamata possedimento britannico il 29 marzo 1938 e assunta amministrativamente come parte di Tristan da Cunha.
Dal 1956 l'isola ospita a Transvaal Bay un centro meteorologico gestito dall'agenzia meteorologica sudafricana South African Weather Bureau e costituito da diversi generatori, magazzini, un centro comunicazioni e una pista per l'atterraggio per elicotteri. Il centro è presidiato tutto l'anno da personale sudafricano.

## Ambiente
L'isola è uno degli ecosistemi meglio preservati del mondo: vi sono presenti dodici specie vegetali specifiche, introvabili altrove.

### Specie vegetali indigene
- Apium australe
- Chenopodium ambrosioides
- Hydrocotyle capitata
- Gnaphalium thouarsii
- Cotula goughensis
- Adiatum poiretii
- Phylica arborea
- Blechnum palmiforme
- Histiopteris incisa

Tra le alghe si citano:
- Laminaria pallida
- Macrocystis pyrifera

### Specie vegetali importate
- Holcus lanatus
- Solanum tuberosum (patata)
- Stellaria media
- Rumex obtusifolius
- Sonchus asper (può formare un ibrido con Sonchus oleraceus)

### Fauna
È considerato uno dei migliori rifugi per gli uccelli marini nidificanti in Atlantico. Vi sono state registrate 54 specie, 20 delle quali non nidificanti e due specie terrestri endemiche, la gallinella di Gough (Gallinula comeri) e il fringuello di Gough (Rowettia goughensis).
Ospita inoltre quasi tutta la popolazione mondiale dell'albatro di Tristan (Diomedea dabbenena) e del petrello dell'Atlantico (Pterodroma incerta). Tuttavia, una ricerca del 2007 ha dimostrato che le specie sono in pericolo di estinzione a causa dei topi, introdotti dall'uomo, che divorano circa il 60% dei pulcini degli uccelli marini. La Royal Society per la protezione degli uccelli ha ricevuto uno stanziamento di £ 62.000 da parte del governo britannico per finanziare ulteriori ricerche sui topi dell'Isola di Gough e per uno studio di fattibilità del modo migliore per trattare il problema.
L'isola è area di riproduzione dell'otaria orsina subantartica (Arctocephalus tropicalis) e dell'elefante marino del sud (Mirounga leonina).